# Hyperolius ocellatus
Espèce
Synonymes
- Hyperolius guttatus Peters, 1875
- Hyperolius hildebrandti Ahl, 1931
- Hyperolius purpurescens Laurent, 1943

Statut de conservation UICN

 LC  : Préoccupation mineure
Hyperolius ocellatus est une espèce d'amphibiens de la famille des Hyperoliidae.

## Répartition
Cette espèce se rencontre du niveau de la mer jusqu'à probablement plus de 2 000 m d'altitude :
- dans le sud-est du Nigeria ;
- dans le sud du Cameroun ;
- en Guinée équatoriale, île de Bioko comprise ;
- au Gabon ;
- en République centrafricaine ;
- en République du Congo ;
- dans l'enclave de Cabinda en Angola ;
- en République démocratique du Congo ;
- dans le sud-ouest de l'Ouganda.

## Publication originale
- Günther, 1858 : Catalogue of the Batrachia Salientia in the collection of the British Museum (texte intégral).